# Pringgarata (plaats)
Pringgarata is een bestuurslaag in het regentschap Centraal-Lombok van de provincie West-Nusa Tenggara, Indonesië. Pringgarata telt 16.621 inwoners (volkstelling 2010).